# Eupackardia calleta
La polilla de la seda norteamericana (Eupackardia calleta) es una especie de polilla perteneciente a la familia Saturniidae. Es la única especie del género Eupackardia. Se puede encontrar en México, Guatemala, y en los estados de Arizona, Nuevo México, y Texas en los Estados Unidos.
Tiene una envergadura entre 8 y 11 cm.
La larva se alimenta principalmente de las especies Fraxinus,  Leucophyllum frutescens,  Sapium biloculare y Fouquieria splendens.